# Friedrichsfelde
Friedrichsfelde è un quartiere (Ortsteil) di Berlino, appartenente al distretto (Bezirk) di Lichtenberg.

## Posizione
Friedrichsfelde si trova nella zona orientale della città. Procedendo da nord in senso orario, confina con i quartieri di Lichtenberg, Marzahn, Biesdorf, Karlshorst e Rummelsburg.

## Da vedere

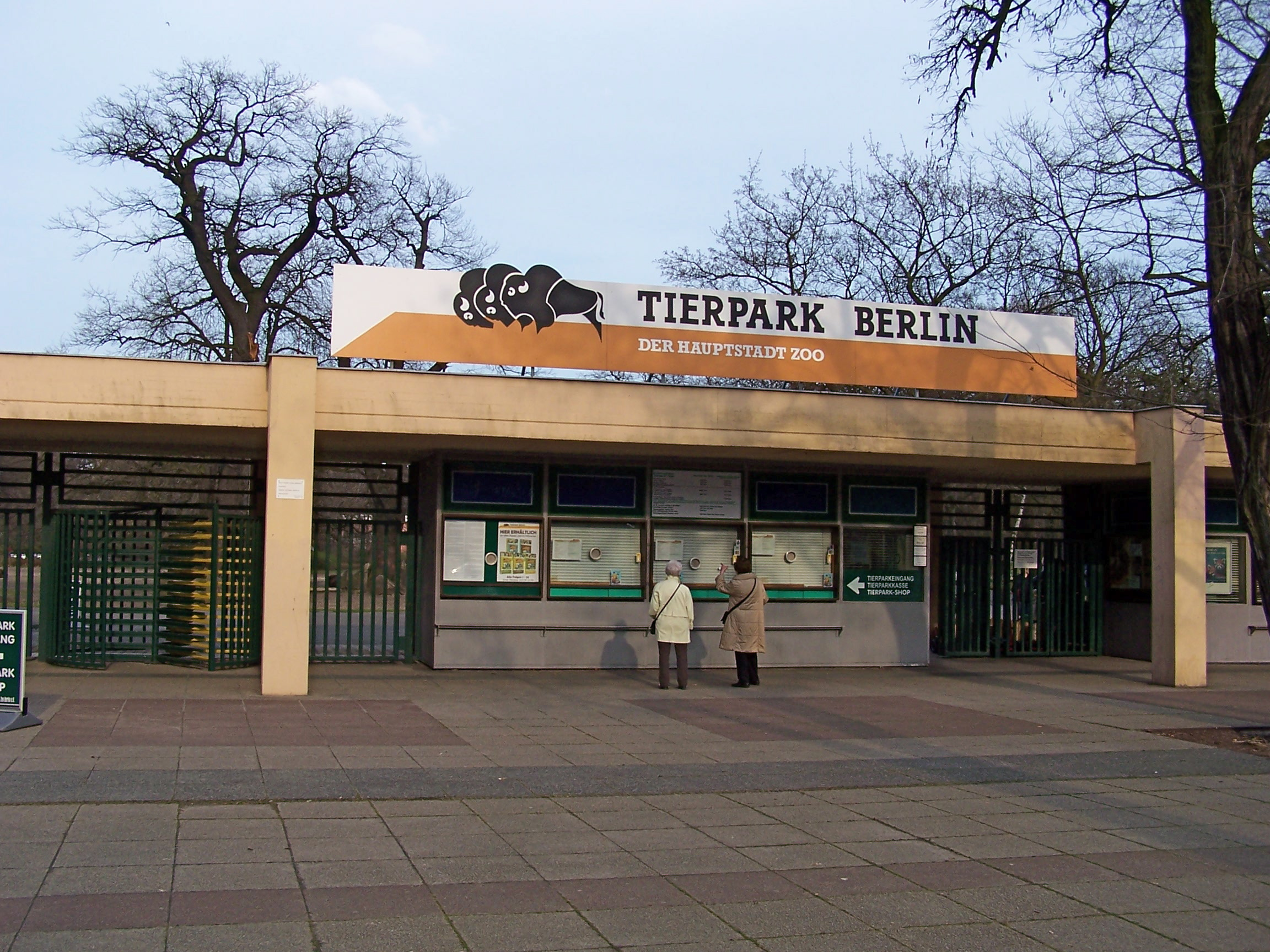
Entrata del Tierpark Berlin

- Tierpark Berlin (ex zoo di Berlino Est)

## Storia
Già comune autonomo, venne annesso nel 1920 alla "Grande Berlino", venendo assegnata al distretto di Lichtenberg.